# 桥镇 (宝鸡市)
桥镇是中国陕西省宝鸡市陈仓区下辖的一个镇。

## 行政区划
桥镇下辖以下行政区：
桥镇村、新华村、马冢村、井边头村、留村、龙尾村、南湾村、北湾村、刘家沟村、冯家山村、花园村、殿沟村、簸箕庄村、吴家沟村、西坡村、郑家山村、咀头村